# Enawenê-Nawê

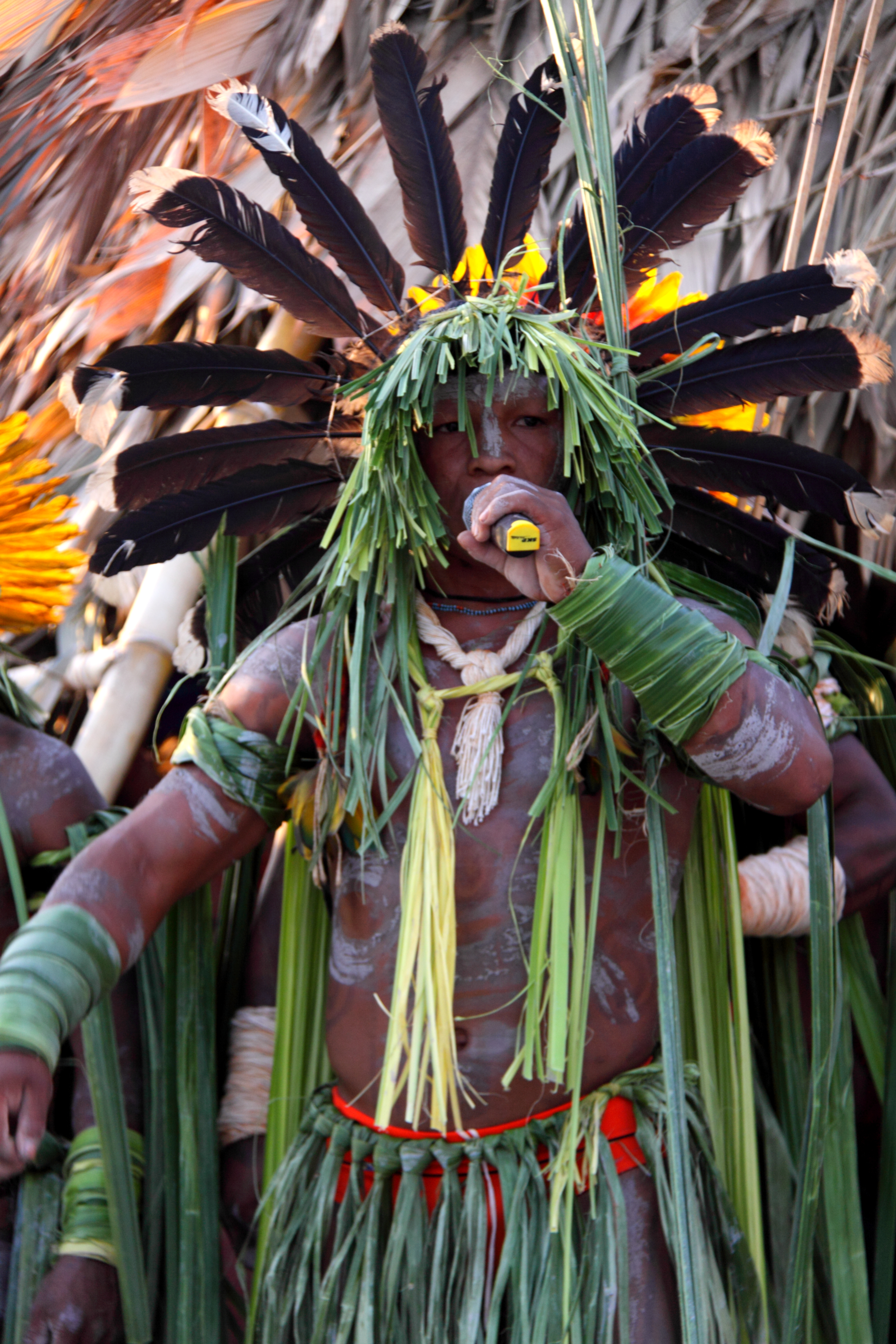
Enawenê-Nawê aus Mato Grosso.

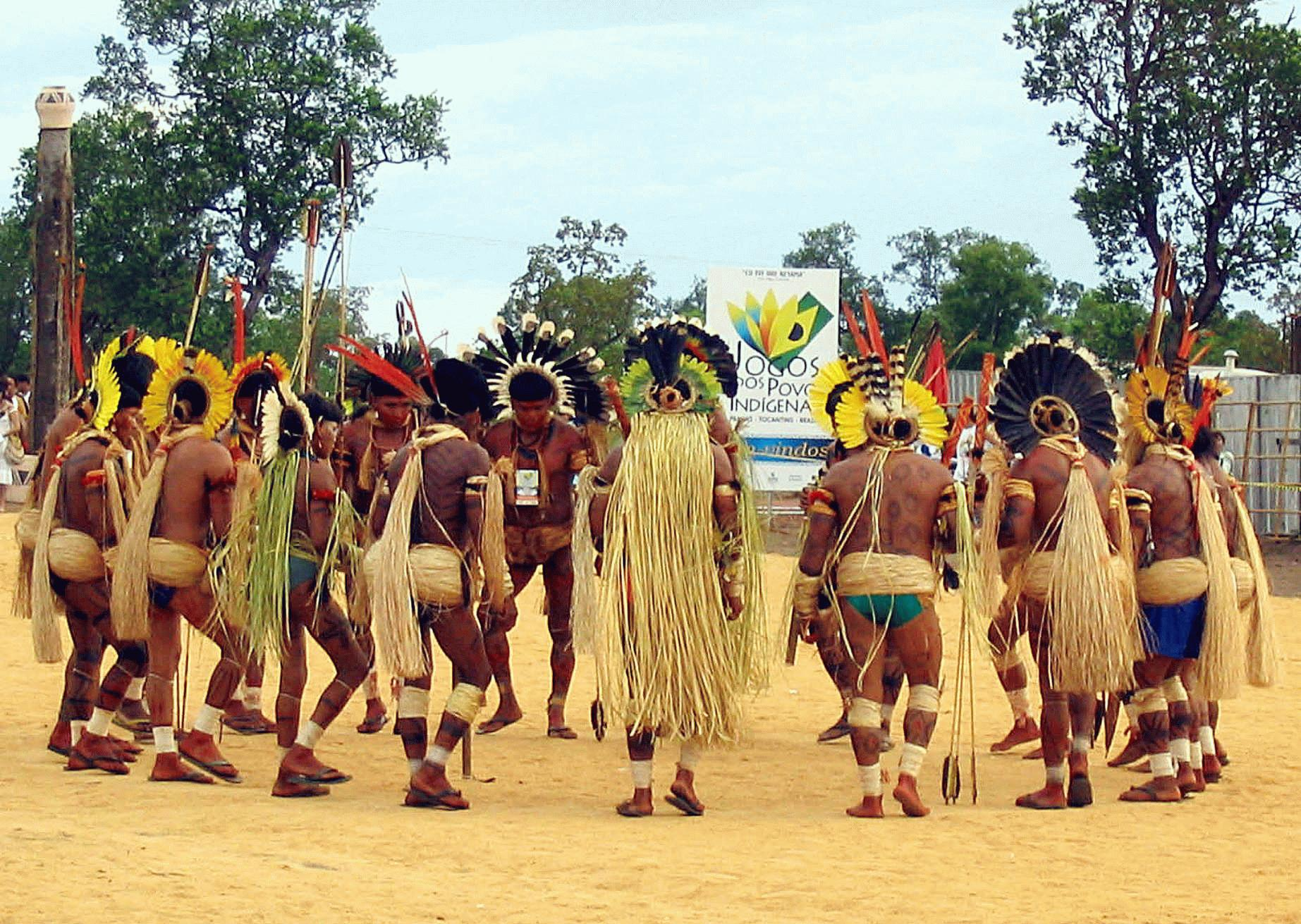
Enawenê-Nawê tanzen das Salumã-Ritual, aufgenommen bei den 6. Jogos dos Povos Indígenas.

Die Enawenê-Nawê, portugiesisch Enauenê-nauês, sind ein kleines Volk im Amazonasgebiet (Mato Grosso, Brasilien), das vom Fischen und Sammeln lebt. Sie wurden erstmals 1974 durch Vicente Cañas kontaktiert und leben noch sehr isoliert. Heute zählen sie ungefähr 500 Mitglieder und leben in großen Gemeinschaftshäusern (malocas). Berühmt sind sie vor allem für ihre Fischfangtechnik. Hierfür bauen sie große Staudämme in den Flüssen und verbringen mehrere Monate in Lagern im Wald, wo sie Fische fangen und räuchern, die sie dann mit Hilfe von Kanus in ihre Dörfer transportieren. Zudem ernähren sie sich von Maniok, Mais und Waldfrüchten. Jedes Jahr findet ein großes Honigfest (keteoko) statt. Ungewöhnlich ist, dass die Enawenê-Nawê nicht jagen und auch kein Fleisch essen.

## Probleme
Seit mehreren Jahrzehnten dringen immer wieder Kautschukzapfer, Diamantenspekulanten, Viehzüchter und seit kurzem Sojabauern in das Land der Enawenê-Nawê ein. Die André-Maggi-Gruppe, die größte Sojafirma weltweit, hat 1997 ohne Berechtigung eine Straße auf ihrem Land gebaut. Sie wurde nachher von einem Bundesanwalt geschlossen. Die Enawenê-Nawê kämpfen dafür, dass ihr Land nicht weiter zerstört wird.
Ein weiteres großes Problem, dem die Menschen nun gegenüberstehen, ist der Bau von bis zu 80 Dämmen, die von der Regierung des Bundesstaates Mato Grosso geplant wurden. Diese sollen im Land der Enawenê-Nawê gebaut werden. Da sie kein Fleisch essen und Fisch ihre Hauptnahrungsquelle ist, sehen sie nun ihre Lebensgrundlage durch den Bau der Dämme gefährdet.